# Ternand
Ternand és un municipi francès situat al departament del Roine i a la regió d'Alvèrnia-Roine-Alps. L'any 2007 tenia 727 habitants.

## Demografia

### Població
El 2007 la població de fet de Ternand era de 727 persones. Hi havia 266 famílies de les quals 52 eren unipersonals (24 homes vivint sols i 28 dones vivint soles), 89 parelles sense fills, 101 parelles amb fills i 24 famílies monoparentals amb fills.
La població ha evolucionat segons el següent gràfic:
Habitants censats

### Habitatges
El 2007 hi havia 334 habitatges, 274 eren l'habitatge principal de la família, 34 eren segones residències i 26 estaven desocupats. 310 eren cases i 21 eren apartaments. Dels 274 habitatges principals, 235 estaven ocupats pels seus propietaris, 28 estaven llogats i ocupats pels llogaters i 11 estaven cedits a títol gratuït; 2 tenien una cambra, 7 en tenien dues, 32 en tenien tres, 88 en tenien quatre i 145 en tenien cinc o més. 219 habitatges disposaven pel capbaix d'una plaça de pàrquing. A 99 habitatges hi havia un automòbil i a 160 n'hi havia dos o més.

### Piràmide de població
La piràmide de població per edats i sexe el 2009 era:
| Homes | Edats   | Dones |
| ----- | ------- | ----- |
| 0     | 95 o +  | 0     |
| 0     | 90 a 94 | 0     |
| 4     | 85 a 89 | 8     |
| 4     | 80 a 84 | 0     |
| 8     | 75 a 79 | 16    |
| 4     | 70 a 74 | 8     |
| 24    | 65 a 69 | 12    |
| 16    | 60 a 64 | 20    |
| 12    | 55 a 59 | 20    |
| 16    | 50 a 54 | 24    |
| 20    | 45 a 49 | 12    |
| 28    | 40 a 44 | 24    |
| 16    | 35 a 39 | 28    |
| 28    | 30 a 34 | 28    |
| 12    | 25 a 29 | 12    |
| 8     | 20 a 24 | 0     |
| 4     | 15 a 19 | 12    |
| 20    | 10 a 14 | 24    |
| 24    | 5 a 9   | 40    |
| 24    | 0 a 4   | 4     |

## Economia
El 2007 la població en edat de treballar era de 451 persones, 350 eren actives i 101 eren inactives. De les 350 persones actives 329 estaven ocupades (173 homes i 156 dones) i 21 estaven aturades (10 homes i 11 dones). De les 101 persones inactives 38 estaven jubilades, 39 estaven estudiant i 24 estaven classificades com a «altres inactius».

### Ingressos
El 2009 a Ternand hi havia 278 unitats fiscals que integraven 758 persones, la mediana anual d'ingressos fiscals per persona era de 19.294 €.

### Activitats econòmiques
Dels 36 establiments que hi havia el 2007, 3 eren d'empreses alimentàries, 2 d'empreses de fabricació d'altres productes industrials, 6 d'empreses de construcció, 6 d'empreses de comerç i reparació d'automòbils, 1 d'una empresa de transport, 4 d'empreses d'hostatgeria i restauració, 1 d'una empresa financera, 2 d'empreses immobiliàries, 2 d'empreses de serveis, 7 d'entitats de l'administració pública i 2 d'empreses classificades com a «altres activitats de serveis».
Dels 13 establiments de servei als particulars que hi havia el 2009, 1 era una oficina de correu, 1 taller de reparació d'automòbils i de material agrícola, 2 paletes, 2 fusteries, 1 lampisteria, 1 electricista, 3 restaurants, 1 agència immobiliària i 1 saló de bellesa.
Dels 4 establiments comercials que hi havia el 2009, 1 era una botiga de menys de 120 m², 2 fleques i 1 una carnisseria.
L'any 2000 a Ternand hi havia 34 explotacions agrícoles que ocupaven un total de 336 hectàrees.

## Equipaments sanitaris i escolars
L'únic equipament sanitari que hi havia el 2009 era una farmàcia.
El 2009 hi havia una escola elemental.

## Poblacions més properes
El següent diagrama mostra les poblacions més properes.